# 이요사쿠라이역
이요사쿠라이역(일본어: 伊予桜井駅 이요사쿠라이에키[*])은 일본 에히메현 이마바리시에 있는 시코쿠 여객철도 요산선의 역이다. 역 번호는 Y38이며, 1번 선이 상·하행 본선, 2번 선이 상·하행 부본선으로 되어 있어 교행하는 상대식 승강장 2면 2선의 구조를 지닌 지상역이다.

## 역 주변
- 국도 제196호선
- 유노우라 온천
- 가라코하마 파크 (해수욕장)
- 사쿠라이 종합공원

## 역사
- 1923년 12월 21일 : 개업.
- 1987년 4월 1일 : 민영화에 의해, 시코쿠 여객철도로 이관.

## 인접 정차역
| 시코쿠 여객철도 요산선        | 시코쿠 여객철도 요산선 | 시코쿠 여객철도 요산선        |
| ----------------------------- | ---------------------- | ----------------------------- |
| Y 37 이요미요시 다카마쓰 방면 | 요산 선                | 이요토미타 Y 39 마쓰야마 방면 |